# Emmit King
Emmit King (Bessemer, 24 de março de 1959 – Bessemer, 28 de novembro de 2021) foi um velocista norte-americano especializado nos 100 m rasos.
Integrou o revezamento 4x100 metros campeão mundial em Helsinque, Finlândia, o primeiro Campeonato Mundial de Atletismo. No mesmo torneio conquistou uma medalha de bronze nos 100 m rasos. Também ganhou uma medalha de bronze nos 100 m nos Jogos Pan-americanos de 1979 em San Juan, Porto Rico.
Morreu em 2021 numa troca de tiros durante uma discussão em sua cidade natal, aos 62 anos.